# 김상년
김상년(金尙年, 1929년 1월 21일~)은 대한민국의 군인 출신 정치인이다. 제8·9·10대 국회의원을 지냈다. 호(號)는 송죽(松竹)이다.

## 학력
- 경상북도 의성 다인소학교 졸업
- 경상북도 대구고등보통학교 졸업
- 대한민국 육군사관학교 8기 졸업
- 미국 육군 보병학교 졸업
- 대한민국 육군보병학교 졸업
- 대한민국 육군포병학교 졸업
- 대한민국 육군대학 졸업
- 중앙대학교 대학원 행정학과 행정학 석사
- 중앙대학교 사회개발대학원 사회과학 석사
- 미국 캘리포니아 주립 대학교 대학원 정치학과 정치학 석사

## 생애
1929년 3남 4녀 중 2남으로 태어났다. 다인공립심상소학교, 대구공립중학교(5년제), 육군사관학교(8기)를 졸업하였다. 1949년 5월 23일 소위로 임관하여 대구 22연대 소대장으로 발령되고, 1950년 6.25전쟁이 발발하자 수색지역으로 투입되었다. 1951년 포항전투에서 연락병을 즉사시킨뒤 관통되어 나온 따발총 탄환에 척추를 맞아 중상을 입고 후방으로 후송되었다. 반공운동의 투사가 되었다.
1951년 육군에서 선발된 150명 중 한 명으로 미육군보병학교 군사반 과정을 이수하였고, 작전장교로 연천 제1사단에 배치되었다. 전쟁 중에 여러 공로로 을지무공훈장, 충무무공훈장(2회), 화랑무공훈장, 대통령표창 등의 상훈을 받았다.
1961년 대령으로 예편하였고, 이후 중앙정보부와 대한통운 등에서 근무하였다.
1970년 민주공화당 의성지구 당위원장으로 정계에 입문하였고, 1971년, 1973년, 1978년 의성과 안동지역의 국회의원 선거에서 당선되어, 제8대, 제9대, 제10대 국회의원을 연임하였다.
국회의원 시절에는 국회 내무분과위원장, 한국사회복지협의회장(3회연임) 등을 역임하였다.
1980년 쿠데타로 전두환 정권이 들어서자 정계를 은퇴하였고, 대한민국헌정회의 고문을 역임했다.

### 수상
- 을지무공훈장
- 충무무공훈장
- 화랑무공훈장

## 대중 매체
- 《증언》 - 최성호

## 역대 선거 결과
|  | 56.96% |

|  | 28.43% |

|  | 30.41% |